# Brunhök
Brunhök (Tachyspiza fasciata) är en fågel i familjen hökar, med vid utbredning från Små Sundaöarna österut till Melanesien och söderut till Australien.

## Utseende
Brunhök är en stor hök (40–55 cm för nominatformen, något mindre för mer tropiska populationer) med långa vingar och lång stjärt. I flykten syns något utbuktande armpennor och spetsigare vingar än andra hökar. Adulta fåglar har gråbrun ovansida med rostfärgad halskrage och rostfärgad undersida med tunna och täta vita tvärband. Ungfågeln är mer mörkbrun ovan. Undertill är den smutsvit med mörkbruna streck på strupen som övergår i kraftiga fläckar på övre delen av bröstet och tvärband på nedre delen av bröstet och buken. På "låren" syns tunna rostfärgade band.

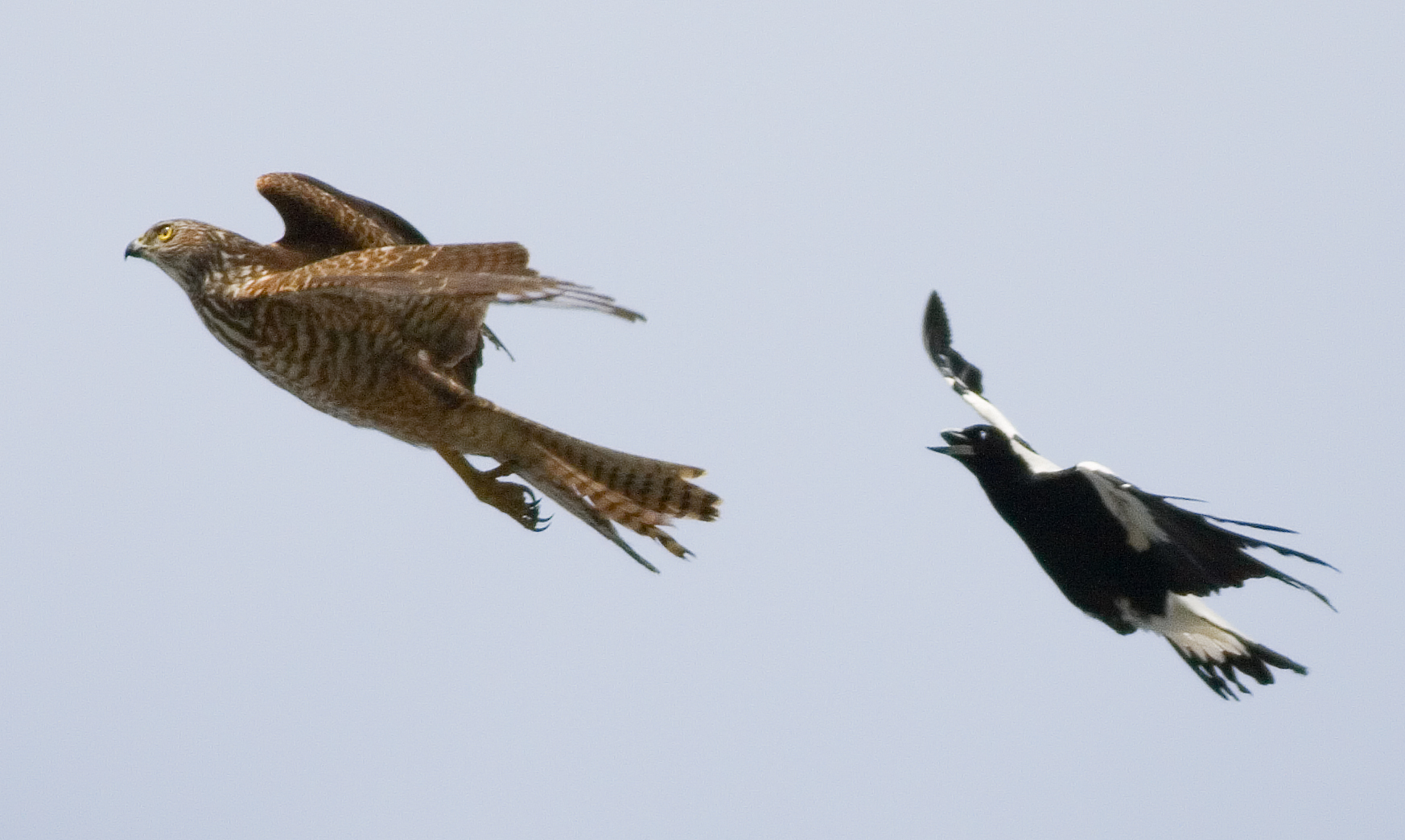
Juvenil som jagas av flöjtkråka.

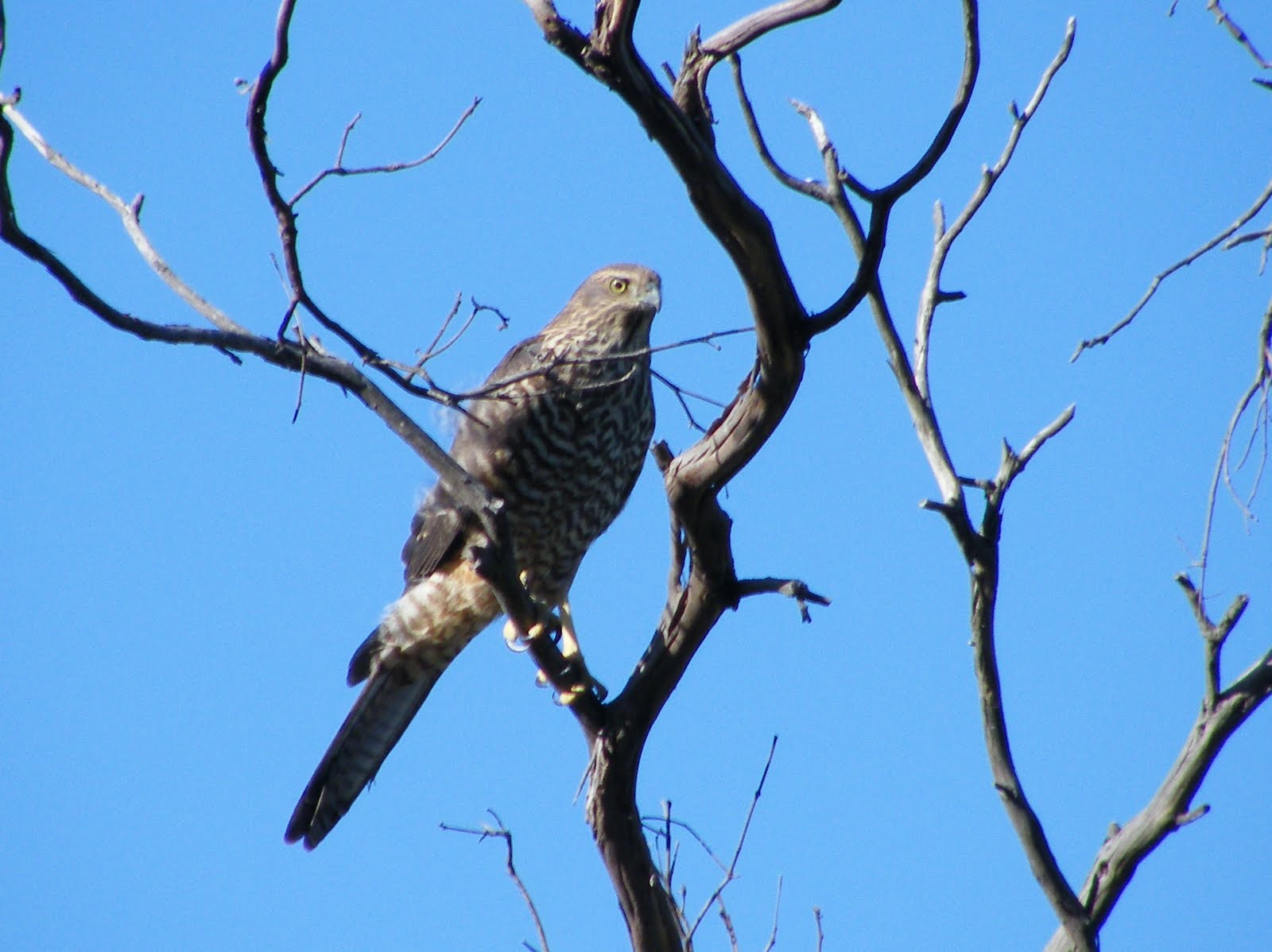

## Läte
Huvudsakliga lätet består av en snabb serie med tio till 20 genomträngande gläfsande visslingar, "ki-ki-ki-ki...".

## Utbredning och systematik
Arten har ett mycket stort utbredningsområde och delas upp i elva underarter.
- natalis – förekommer på Julön i Indiska oceanen
- tjendanae – förekommer på Sumba i ögruppen Små Sundaöarna
- wallacii – förekommer på Lombok, Sumbawa, Flores och närbelägna öar i Små Sundaöarna
- stresemanni – förekommer på Tanahjampea, Kalao, Bonerate, Kalaotoa, Madu och Tukanbesi.
- hellmayri – förekommer på Timor, Alor, Semau och Roti i Små Sundaöarna
- savu –	förekommer på Sawu i Små Sundaöarna
- polycrypta – förekommer på östra Nya Guinea
- dogwa – förekommer på södra Nya Guinea
- didima – förekommer på ön Buru i södra Moluckerna samt i norra Australien
- fasciata – förekommer i Australien, på Tasmanien, Salomonöarna (Rennell och Bellona) och Timor
- vigilax – förekommer på Nya Kaledonien samt i Loyautéöarna och Vanuatu

Vissa urskiljer även underarten buruensis med utbredning på Buru i södra Moluckerna. Det är oklart om denna population utgör övervintrande individer från norra Australien eller är stationära.
Genetiska studier visar att brunhök står nära arterna besra (T. virgata) och tajgahök (T. gularis), och dessa i sin tur nära kraghök (T. cirrocephala). Underarten natalis kan möjligen stå nära gråhök alternativt utgöra en egen art. Hybridisering har noterats mellan brun- och gråhök.

### Släktestillhörighet
Arten placerades tidigare i släktet Accipiter. Genetiska studier visar dock att släktet så som det traditionellt är konstituerat är parafyletiskt, där kärrhökarna i Circus är inbäddade, men också släktena Erythrotriorchis och Megatriorchis. För att kärrhökarna ska kunna behållas i ett eget släkte delas därför Accipiter delas upp i flera mindre släkten, däriblamd Tachyspiza.

## Levnadssätt
Fågeln hittas i skogslandskap, buskmarker, jordbruksbygd med inslag av träd och stadsnära miljöer, från havsnivån till 1500 meters höjd. Födan består av däggdjur, fåglar, reptiler, groddjur och leddjur, ibland även as. Den häckar mellan september och december, på Sumbawa i Små Sundaörna med ungar i slutet av april.

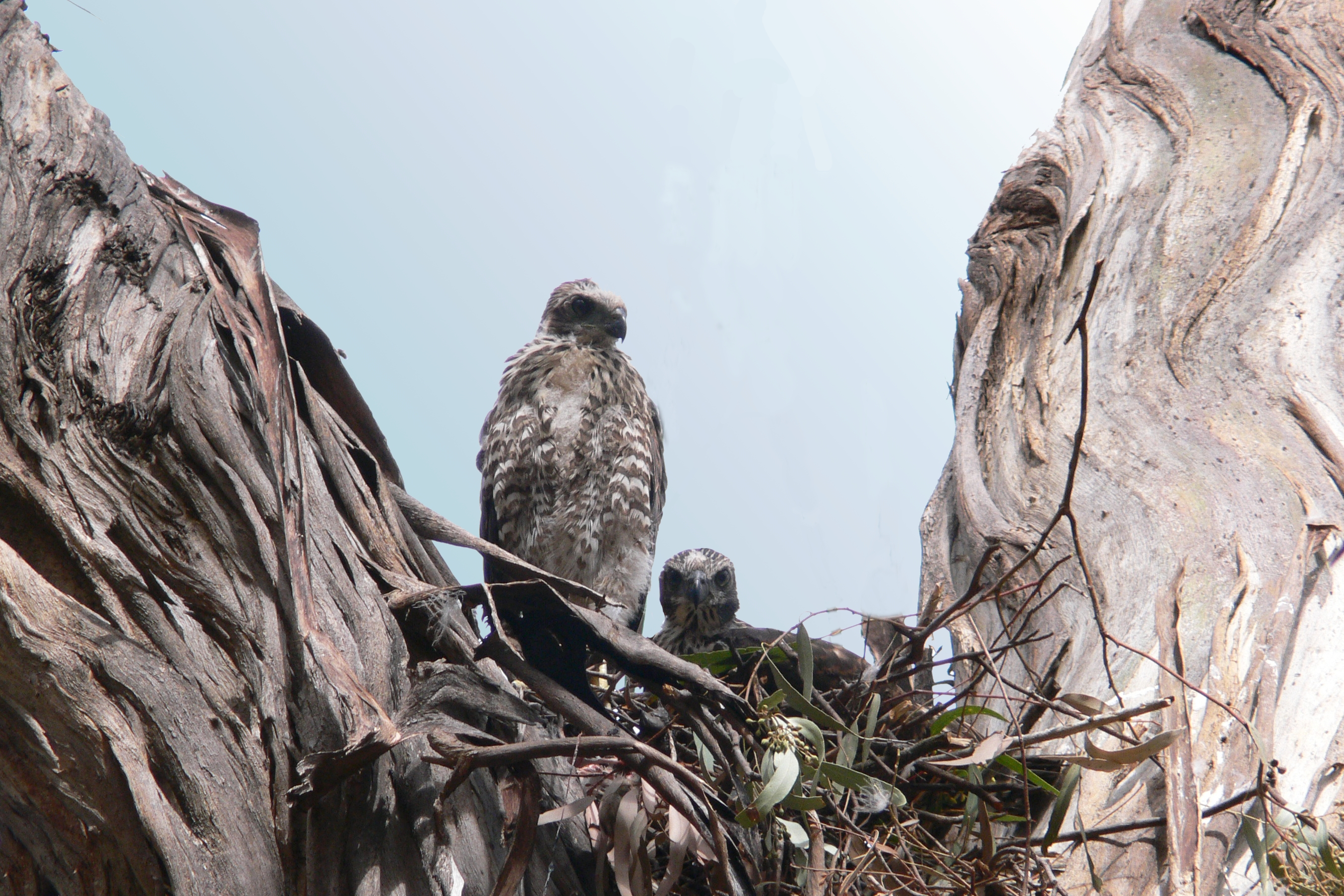
Par på bo.

## Status och hot
Arten har ett stort utbredningsområde och en stor population, men tros minska i antal, dock inte tillräckligt kraftigt för att den ska betraktas som hotad. IUCN kategoriserar därför arten som livskraftig (LC).

## Namn
På svenska har arten även kallats australisk duvhök och brun duvhök. Den blev tilldelat ett nytt namn av BirdLife Sveriges taxonomikommitté 2022 för att betona att arten inte är nära släkt med duvhöken.